# Crawfordsville (Arkansas)
Crawfordsville est un village situé dans l’État américain de l'Arkansas, dans le comté de Crittenden.